# Бајерендорф
Бајерендорф (фр. Baerendorf) насеље је и општина у источној Француској у региону Алзас, у департману Доња Рајна која припада префектури Саверн.
По подацима из 2011. године у општини је живело 315 становника, а густина насељености је износила 41,83 становника/km². Општина се простире на површини од 7,53 km². Налази се на средњој надморској висини од 250 метара (максималној 332 m, а минималној 237 m).

## Демографија
| 1962. | 1968. | 1975. | 1982. | 1990. | 1999. | 2011. |
| ----- | ----- | ----- | ----- | ----- | ----- | ----- |
| 310   | 318   | 313   | 294   | 295   | 305   | 315   |

График промене броја становника у току последњих година